# Musikåret 1901

## Händelser

### Okänt datum
- Columbia Phonograph Company börjar spela in grammofonskivor under namnet "Climax".[1]
- Emile Berliner grundar skivbolaget Victor.[2]

## Publicerad musik
- Raska fötter av Emmy Köhler och Sigrid Sköldberg-Pettersson

## Födda
- 5 januari – Elisabeth Huselius-Wickter, svensk harpist och tonsättare.
- 24 februari – Einar Beyron, svensk operasångare (tenor).
- 17 mars – Margit Rosengren, svensk operettsångare (sopran), skådespelare.
- 27 mars – Albert Henneberg, svensk tonsättare, musikarrangör och dirigent.
- 8 april – Arvid Richter, svensk sångare.
- 13 april – Sven Rüno, svensk kompositör, textförfattare, pianist och kapellmästare.
- 23 maj – Edmund Rubbra, brittisk tonsättare.
- 29 juni – Nelson Eddy, amerikansk sångare och skådespelare.
- 5 juli – Gustaf Hiort af Ornäs, svensk skådespelare och sångare.
- 28 juli – Rudy Vallée, amerikansk sångare, saxofonist, orkesterledare och skådespelare.
- 4 augusti – Louis Armstrong, amerikansk jazztrumpetare.
- 27 augusti – Ivar Wahlgren, svensk skådespelare och sångare.
- 3 september – Bullan Weijden, svensk skådespelare och sångare.
- 18 september – Bengt Rodhe, svensk tonsättare, musikarrangör, sångare och pianist
- 19 september – Alvar Kraft, svensk kompositör, arrangör av filmmusik.
- 19 oktober – Brita Hertzberg, svensk operasångare (sopran).
- 22 november – Joaquín Rodrigo, spansk tonsättare och pianist.
- 27 december – Marlene Dietrich, tysk-amerikansk skådespelare och sångare.

## Avlidna
- 11 januari – Vasilij Kalinnikov 34, rysk tonsättare.
- 27 januari – Giuseppe Verdi, 87, italiensk tonsättare.
- 2 mars – Albert Rubenson, 74, svensk tonsättare och musiker.
- 11 april – Ivar Hallström, 74, svensk tonsättare.
- 24 augusti – Gunnar Wennerberg, 83, svensk tonsättare, politiker m.m.
- 28 september – Emil Goetze, 45, tysk operasångare.
- 2 oktober – Gustaf Stolpe, 68, svensk-amerikansk musiker.
- 6 november – Constance Brandh, 91, svensk tonsättare.

### Fotnoter
1. ↑  ”78:or & film”. Arkiverad från originalet den 27 februari 2019. https://web.archive.org/web/20190227060228/http://musiknostalgi.atspace.cc/columbia.htm. Läst 3 juni 2011.
2. ↑  ”78:or & film”. Arkiverad från originalet den 18 juni 2019. https://web.archive.org/web/20190618065932/http://musiknostalgi.atspace.cc/victor.htm. Läst 3 juni 2011.